# 캐나다의 경제
캐나다는 2014년 기준 국내총생산(GDP) 1조 870억 달러로 세계에서 10번째로 큰 경제대국이다. 캐나다의 경제는 미국의 경제와 밀접하게 연결되어있는데 그 이유로 지리적 가까움과 경제 협정 - 예를 들어 자동차 협정(1965-2001), 1989년의 캐나다-미국의 자유무역 협정(FTA) 그리고 1994년의 북미자유무역협정(NAFTA) - 을 들 수 있다.  캐나다는 많은 천연자원(나무, 석유, 광석)을 보유하고 있으며 활발하고 성숙한 국민을 가고있다. 그리고 또 1993년부터 연 평균 3 퍼센트의 경제 성장율을 기록하고있다.

## 역사
첫 유럽인들이 캐나다에 도착하기 이전에 포르투갈 사람들과 스칸디나비아 사람들은 이미 대서양, 현재 뉴펀들랜드 래브라도주 인근 해역에서 낚시를 했었다.
유럽인들에 의한 캐나다 식민지화 초기에 모피의 수렵과 판매는 주요한 벌잇거리였다. 영국인들은 북미대륙의 북쪽과 북서쪽에 자리잡았다. 오늘날의 영토로 말하자면 브리티시컬럼비아주, 허드슨만 인근 그리고 누나부트 준주, 노스웨스트 준주 또 유콘 준주에 해당한다. 전성기에 겨우 300명의 유럽인 거주자가 살던 이 광활한 땅은 허드슨 베이 회사에 의해 경영되었다. 영국은 또한 뉴펀들랜드 섬과 대서양 연안의 노바스코샤주를 소유했다. 동시에 프랑스인들은 현재의 프린스에드워드아일랜드주, 뉴브런즈윅주, 퀘벡주인 캐나다 동쪽에 자리잡았고 온타리오주에는 몇개의 역참을 가지고 있었다. 이 영토는 누벨프랑스라는 이름으로 알려져 있었다. 18세기에는 러시아와 스페인 탐험대가 캐나다를 탐험하고 자리를 잡았으며 현재의 태평양 북서부 해안지역의 영유권을 주장하였다.